# Chéronnac
Chéronnac ist eine Gemeinde im Regionalen Naturpark Périgord-Limousin in Frankreich. Sie gehört zur Region Nouvelle-Aquitaine, zum Département Haute-Vienne, zum Arrondissement Rochechouart und zum Kanton Rochechouart. Sie grenzt an Videix im Nordwesten, an Vayres im Nordosten, an Saint-Bazile im Südosten, an Saint-Mathieu im Süden und an Maisonnais-sur-Tardoire und Les Salles-Lavauguyon im Südwesten.
In Chéronnac entspringt die Charente.

## Geologie
In der Gemeindegemarkung von Chéronnac gibt es Leukogranitvorkommen, genannt Chéronnac-Leukogranit, als Ergebnis des Meteoriteneinschlags vor ungefähr 200 Millionen Jahren, von dem der Krater von Rochechouart-Chassenon zeugt.

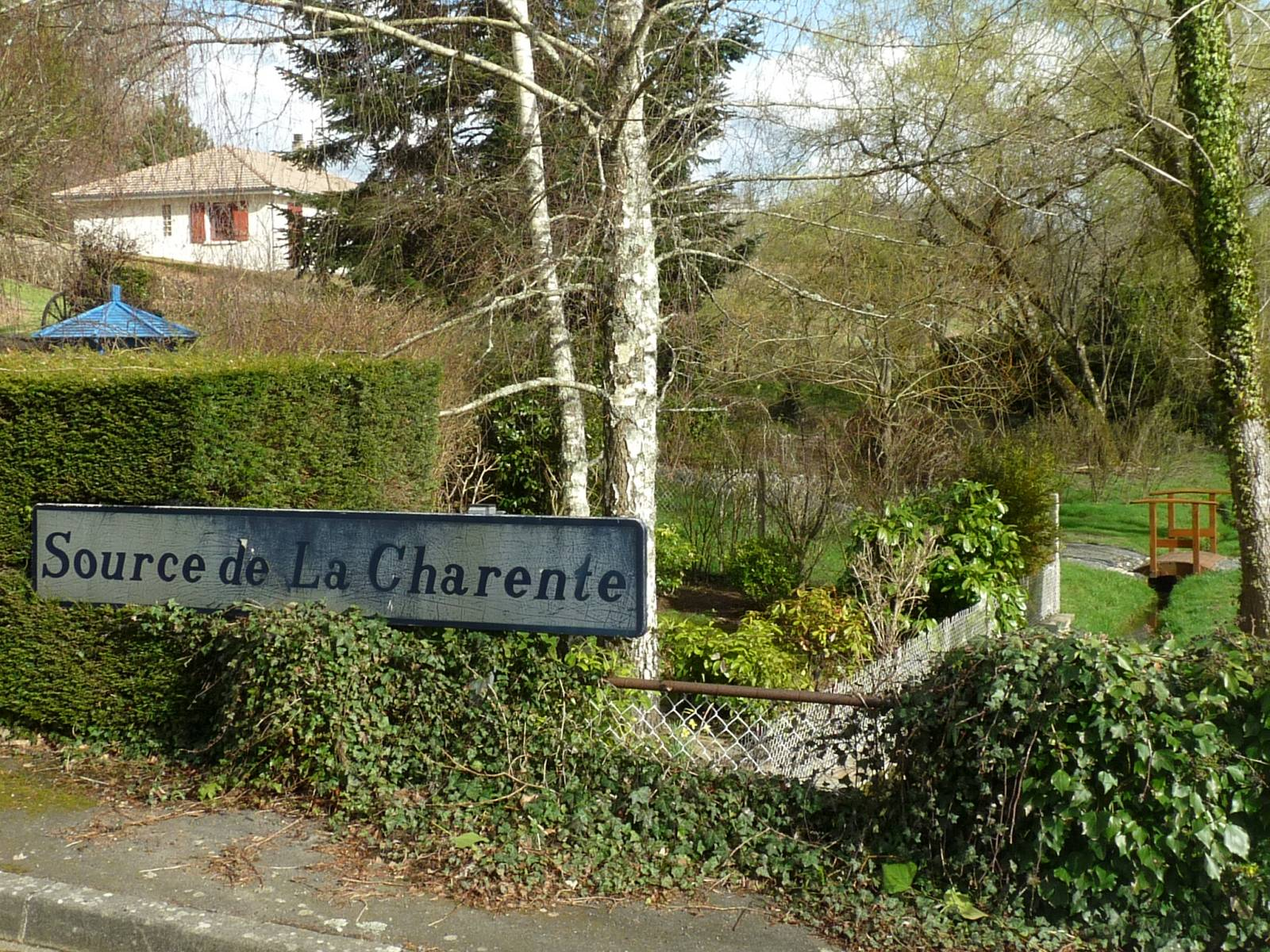
Quelle der Charente

## Bevölkerungsentwicklung
| Jahr      | 1962 | 1968 | 1975 | 1982 | 1990 | 1999 | 2008 | 2018 |
| --------- | ---- | ---- | ---- | ---- | ---- | ---- | ---- | ---- |
| Einwohner | 632  | 611  | 463  | 371  | 338  | 308  | 310  | 330  |

## Söhne und Töchter der Gemeinde
- François Aupetit (1913–1945), Boxer